# Europäische Universität von Lefke
Die Europäische Universität von Lefke (türkisch Lefke Avrupa Üniversitesi, englisch European University of Lefke) ist eine 1990 gegründete Stiftungs-Universität in der Stadt Lefgios (Lefka) in der Türkischen Republik Nordzypern.
Die Universität wurde 1989 von der Stiftung für Wissenschaft in Zypern gegründet. Die Aufnahme des Lehrbetriebes erfolgte 1990. Sie ist Mitglied im Netzwerk der Balkan-Universitäten.
Die Universität besteht aus fünf Fakultäten, zwei Hochschulen und einer Berufshochschule.

## Fakultäten
- Fakultät für Ingenieurwesen und Architektur
- Fakultät für Ökonomie
- Fakultät für Kunst & Wissenschaft
- Fakultät für Kommunikationswissenschaften
- Fakultät für Landwirtschaft